# Hermann Steudner (Politiker)
Hermann Steudner (* 9. Mai 1896 in Arnstadt; † 13. Juli 1986 in Schwerin) war ein deutscher KPD-Landtagsabgeordneter für Thüringen, Widerstandskämpfer, Opfer des Faschismus, Häftling im KZ Nohra und im KZ Buchenwald, Oberbürgermeister von Arnstadt und Oberstleutnant des MfS.

## Leben
Steudner entstammte einer Arnstädter Arbeiterfamilie. Nach dem Besuch der Volksschule erlernte er den Beruf des Möbeltischlers. Bei Beginn des Ersten Weltkrieges 1914 wurde er als Heeressoldat eingezogen. Nach Kriegsende und der Novemberrevolution trat er in die Unabhängige Sozialdemokratische Partei Deutschlands (USPD) ein, und im August 1919 wechselte er zur Kommunistischen Partei Deutschlands (KPD) über. Er betätigte sich langjährig als ehrenamtlicher Sekretär des Unterbezirks Arnstadt seiner Partei und war viele Jahre arbeitslos. Bei den Wahlen zum Thüringer Landtag stellte ihn die KPD als Kandidat auf und damit wurde er nach seiner Wahl Mitglied des Sechsten Thüringer Landtags. Im September 1932 wurde er wegen „Vergehens gegen die Notverordnung“ von einem Gericht zu sieben Monaten Gefängnis verurteilt, jedoch schon im Oktober 1932 wieder freigelassen. Seitdem war er als Instrukteur seiner Partei in der Rhön tätig.
Nach der Machtübertragung an die NSDAP wurde er einen Tag nach dem Reichstagsbrand am 28. Februar 1933 gleich allen zehn KPD-Landtagsmitgliedern verhaftet und in das KZ Nohra überstellt, das erste Konzentrationslager des Deutschen Reiches, aus dem er im April entlassen wurde. Im September 1933 wurde er erneut inhaftiert und vor ein Gericht gestellt, das ihn zu zweieinhalb Jahren Gefängnis verurteilte. Nach dem Ende seiner Haftzeit 1936 arbeitete er wieder als Tischler. Im Zuge der „Aktion Gitter“ wurde Steudner im August 1944 wiederum gefangen genommen und in das KZ Buchenwald überstellt, aus dem er im Dezember wieder freikam.
Nach der Befreiung von der NS-Gewaltherrschaft trat er 1945 wieder in die neugegründete KPD ein und wurde am 28. Juli 1945 zum Oberbürgermeister von Arnstadt berufen. Dieses Amt übte er bis zum 28. April 1950 aus und trat aus gesundheitlichen Gründen zurück. Nach einer Pause als Invalidenrentner wurde er 1952 hauptamtlicher Mitarbeiter der Thüringer MfS-Verwaltung und war als deren Erster Sekretär der SED-Parteiorganisation tätig. Im Dezember 1953 wurde in Ost-Berlin als Nachfolger von Isolde Sobeck Leiter der SED-Kreisleitung (KL) im Staatssekretariat für Staatssicherheit. In dieser Funktion nahm er seit Anfang 1954 an den Sitzungen des Kollegiums der Staatssicherheit teil und wurde im selben Jahr zum Oberstleutnant befördert. Ab April 1956 war er Referatsleiter in der Hauptabteilung III für Volkswirtschaft. Anfang 1957 schied er aus dem MfS aus und verzog nach Schwerin. Hier war er zuletzt als Erster Sekretär der SED-Kreisleitung Schwerin tätig.

## Auszeichnungen
- 1966 Vaterländischer Verdienstorden in Silber[2] und 1981 in Gold.